# Са’лаб
Абу-ль-Аббас Ахмад ибн Яхъя аш-Шайбани, известный как Са́‘лаб (араб. ثعلب‎ — «лисица») — арабский грамматист из куфийской школы, хадисовед, автор множества сочинений.

## Биография
Его настоящее полное имя: Абу-ль-Аббас Ахмад ибн Яхъя ибн Язид (Зейд) аш-Шайбани (أبو العباس أحمد بن يحيى بن يزيد الشيباني‎). Са‘лаб родился в 815 году. Начал обучаться в 18-летнем возрасте, к 25 годам достиг выдающихся результатов. Слушал хадисы у аль-Каварири, Ибн аль-Мунзира, Мухаммада ибн Салама аль-Джумахи, Ибн аль-Араби, Али ибн аль-Мугиры, Саламы ибн Асима, аз-Зубайра ибн Баккара. От него передавали хадисы: Нафтавейхи, аль-Ахфаш Младший, Ибн аль-Анбари и другие.
Аль-Хатиб характеризовал Са’лаба как праведного и достойного доверия учёного с сильной памятью, другие же называли его скупым, указывая на 6 тыс. динаров, оставленных им после смерти. Басриец аль-Мубаррад назвал Са’лаба «самым знающим куфийцем», а по словам Ибн аль-Кифти, Са’лаб зацикливался на книгах аль-Кисаи и аль-Фарра и был несведущ в басрийской школе.
Он скончался в месяце джумада аль-уля 291 года по хиджре (904 год).

## Труды
Перу Са’лаб принадлежат труды:
- аль-Фасих (الفصيح‎),
- Кава‘ид аш-ши‘р (قواعد الشعر‎),
- Шарх диван Зухайр (شرح ديوان زهير‎),
- Шарх диван аль-‘Аша (شرح ديوان الأعشى‎),
- аль-Маджалис (المجالس‎),
- Ма тульхину фихи аль-‘амма (ما تلحن فيه العامة‎),
- Ма‘ани аш-ши‘р (معاني الشعر‎),
- аш-Шаваз (الشواذ‎),
- И‘раб аль-Куран (إعراب القرآن‎),
- Ихтилаф ан-нахвиин (اختلاف النحويين‎),
- аль-Кираат (القراءات‎),
- Ма‘ани аль-Куран (معاني القرآن‎) и др.